# Landwehr (Odenthal)
Landwehr ist ein Ortsteil in Oberodenthal in der Gemeinde Odenthal im Rheinisch-Bergischen Kreis. Er liegt östlich von Neschen und südwestlich von der Großen Dhünntalsperre an der Neschener Straße.

## Geschichte
Der Ort hat seinen Namen als Schutzeinrichtung mit Grenzsaum am östlichen Ende der Gemark in der Umgebung von Großeheide erhalten.
Die erste urkundliche Erwähnung stammt vom 5. September 1515. Danach gehörte Landwehr zu dieser Zeit mit 4 Gütern zum Hofgericht Dhün. In einer Liste der Strauweiler Lehnmänner vom 18. Juni 1658 wird Hermann in der Landtwehr aufgeführt.
Während des Spanischen Erbfolgekriegs hatten auch die Odenthaler ihre Beiträge zur Landesverteidigung zu leisten. In diesem Zusammenhang wird unter anderem ein Henrich in der Landwehr aufgelistet. Er hatte 11 Faschinen und 33 Pfähle zu stellen. Aus einer erhaltenen Steuerliste von 1586 geht hervor, dass die Ortschaft Teil der Honschaft Breidbach im Kirchspiel Odenthal war.
Die Topographia Ducatus Montani des Erich Philipp Ploennies, Blatt Amt Miselohe, belegt, dass der Wohnplatz 1715 als zwei Höfe kategorisiert wurde und mit Landweer bezeichnet wurde.
Carl Friedrich von Wiebeking benennt die Hofschaft auf seiner Charte des Herzogthums Berg 1789 als Landwehr. Aus ihr geht hervor, dass Landwehr zu dieser Zeit Teil von Oberodenthal in der Herrschaft Odenthal war.
Unter der französischen Verwaltung zwischen 1806 und 1813 wurde die Herrschaft aufgelöst. Landwehr wurde politisch der Mairie Odenthal im Kanton Bensberg zugeordnet. 1816 wandelten die Preußen die Mairie zur Bürgermeisterei Odenthal im Kreis Mülheim am Rhein.
Der Ort ist auf der Topographischen Aufnahme der Rheinlande von 1824, auf der Preußischen Uraufnahme von 1840 und ab der Preußischen Neuaufnahme von 1892 auf Messtischblättern regelmäßig als Landwehr verzeichnet.
| Jahr | Einwohner | Wohn- gebäude | Kategorie  |
| ---- | --------- | ------------- | ---------- |
| 1830 | 49        |               | Ackergut   |
| 1845 | 45        | 8             | Ackergüter |
| 1871 | 42        | 7             | Hofstelle  |
| 1885 | 26        | 7             | Ortschaft  |
| 1895 | 28        | 6             | Ortschaft  |
| 1905 | 41        | 6             | Ortschaft  |

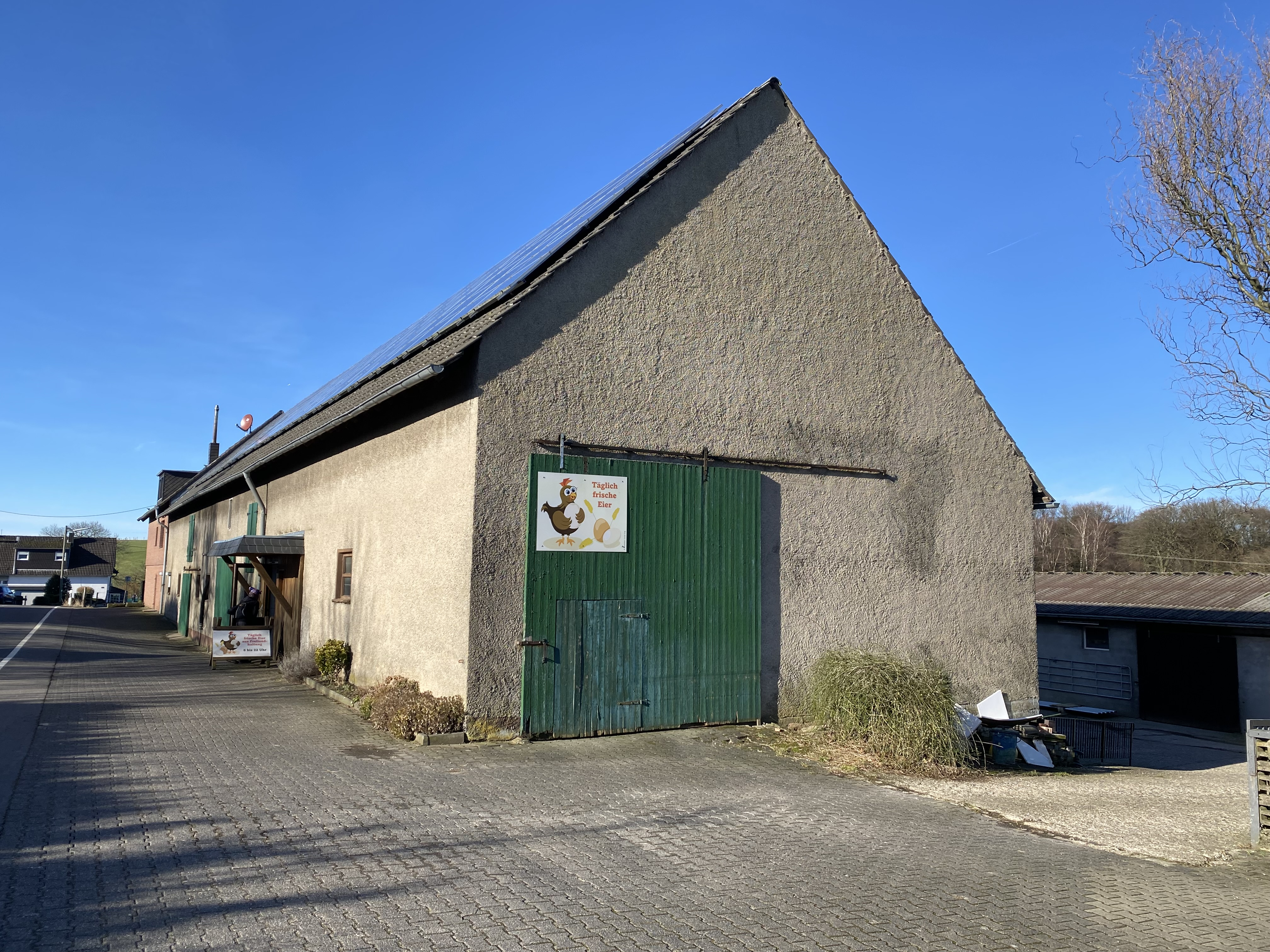
Hof in Landwehr
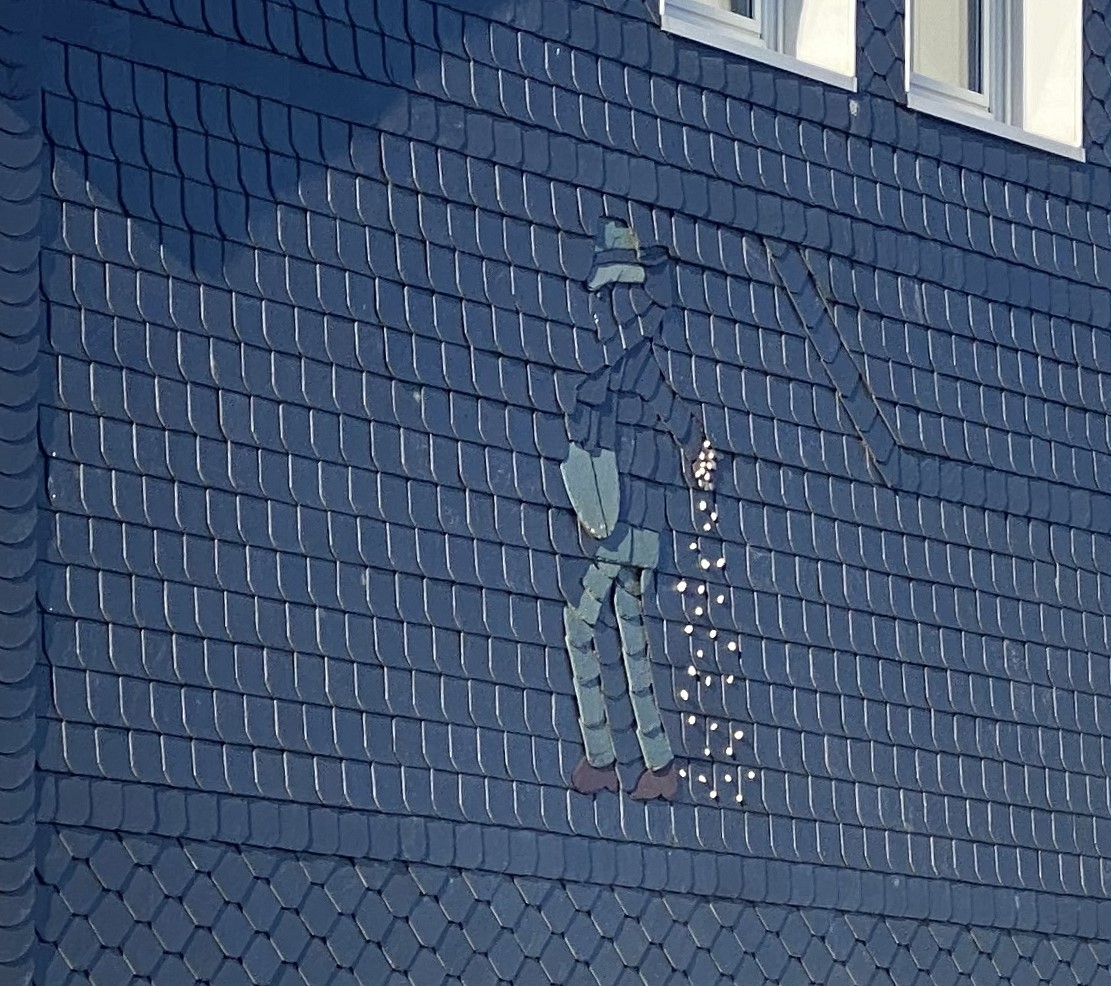
Haus – Schieferschmuck in Landwehr